# Enterolobium monjollo
Enterolobium monjollo är en ärtväxtart som först beskrevs av Vell., och fick sitt nu gällande namn av Carl Friedrich Philipp von Martius. Enterolobium monjollo ingår i släktet Enterolobium och familjen ärtväxter. Inga underarter finns listade i Catalogue of Life.